# 와케역
와케역(일본어: 和気駅 와케에키[*])는 일본 오카야마현 와케군 와케정에 있는 역이다.

## 이용 가능 철도 노선
- 서일본 여객철도
  - 산요 본선

## 승강장

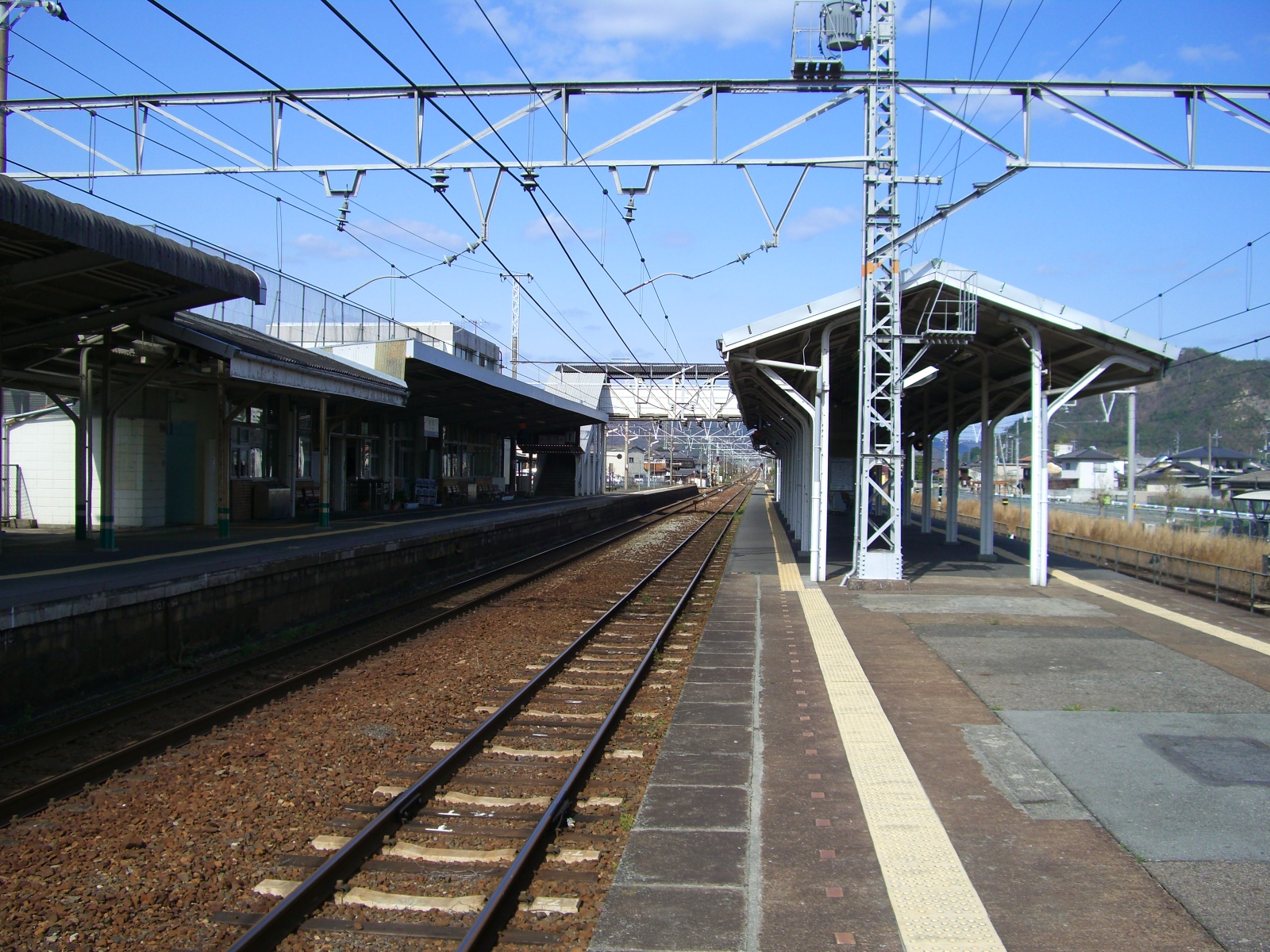
플랫폼

| 1    | ■산요 본선 | 상행선 | 아이오이・히메지 방면         | 그러나 특급 대피시 2 번 승차장  |
| 2・3 | ■산요 본선 | 하행선 | 오카야마・후쿠야마・니미 방면 | 2 번 승강장은 본 역 첫차에 한함 |

## 역 역사
- 1891년 3월 18일 - 영업 개시.